# 吳侍曾
吳侍曾（1772年—1836年），字泰孫，號竹泉，山東海豐人，清代嘉慶年間進士。

## 生平
吳侍曾嘉慶六年（1801年）參加辛酉科順天鄉試，獲第十九名，中式舉人。嘉慶十三年（1808年），他在戊辰科殿試中考取二甲第五十名進士。授吏部文選司主事，誥授奉政大夫。被罷官後，隨子就養京都。後以子吳式敏官晉贈中憲大夫。
著有《竹泉詩鈔》、《人海叢談》、《垂蔭接葉軒詩集》。

## 家庭
吳侍曾出身名門望族，爲海豐吳氏第十六世。祖父吳垣，乾隆十七年（1752年）舉人，官至湖北巡撫。父親吳之承，乾隆三十五年（1770年）舉人，江蘇海門同知。弟吳熙曾，嘉慶六年（1801年）進士，翰林院編修。子吳式敏，嘉慶二十五年（1820年）進士，官至湖北安襄荊兵備道。